# Kulörton

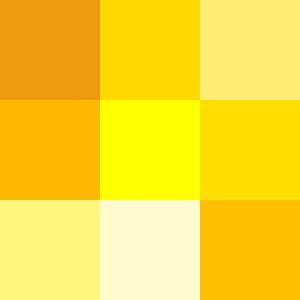
Alla dessa färger har kulörtoner där gult dominerar.

Kulörton avser i det standardiserade svenska färgbeteckningssystemet NCS den relativa graden av likhet med en eller två av de fyra kulörta elementarfärgerna gult, rött, blått och grönt. Kulörtonen kan anges genom markering på en färgcirkel.
Ljusgrönt och mörkgrönt kan alltså ha samma kulörton men har olika nyanser.
I andra färgsystem används ordet färgton på liknande sätt. I vardagsspråket kan färgton ofta användas för färg i allmänhet. 
I CIE:s definitioner av kulörton (eng. hue), mättnad (eng. saturation) och ljushet (eng. brightness), definieras kulörton som: 
"Attribut för en visuell perception enligt vilken en yta uppfattas likna en av färgerna rött, gult, grönt och blått, eller en kombination av angränsande par av dessa färger betraktade i en sluten ring".